# Сититуннель (Мальмё)
Сититуннель (швед. Citytunneln) — близкая к метрополитену частично подземная городская железная дорога в городе Мальмё, Швеция, соединяющая центральную железнодорожную станцию Мальмё с Эресуннским мостом, связывающим Швецию с Данией.
Сититуннель имеет линию длиной 17 км, из которых под землёй находятся 6 км и три станции: Malmö C, Triangeln, Hyllie. Кроме того, наземная станция Malmö Syd/Svågertorp может рассматриваться как часть Сититуннеля.

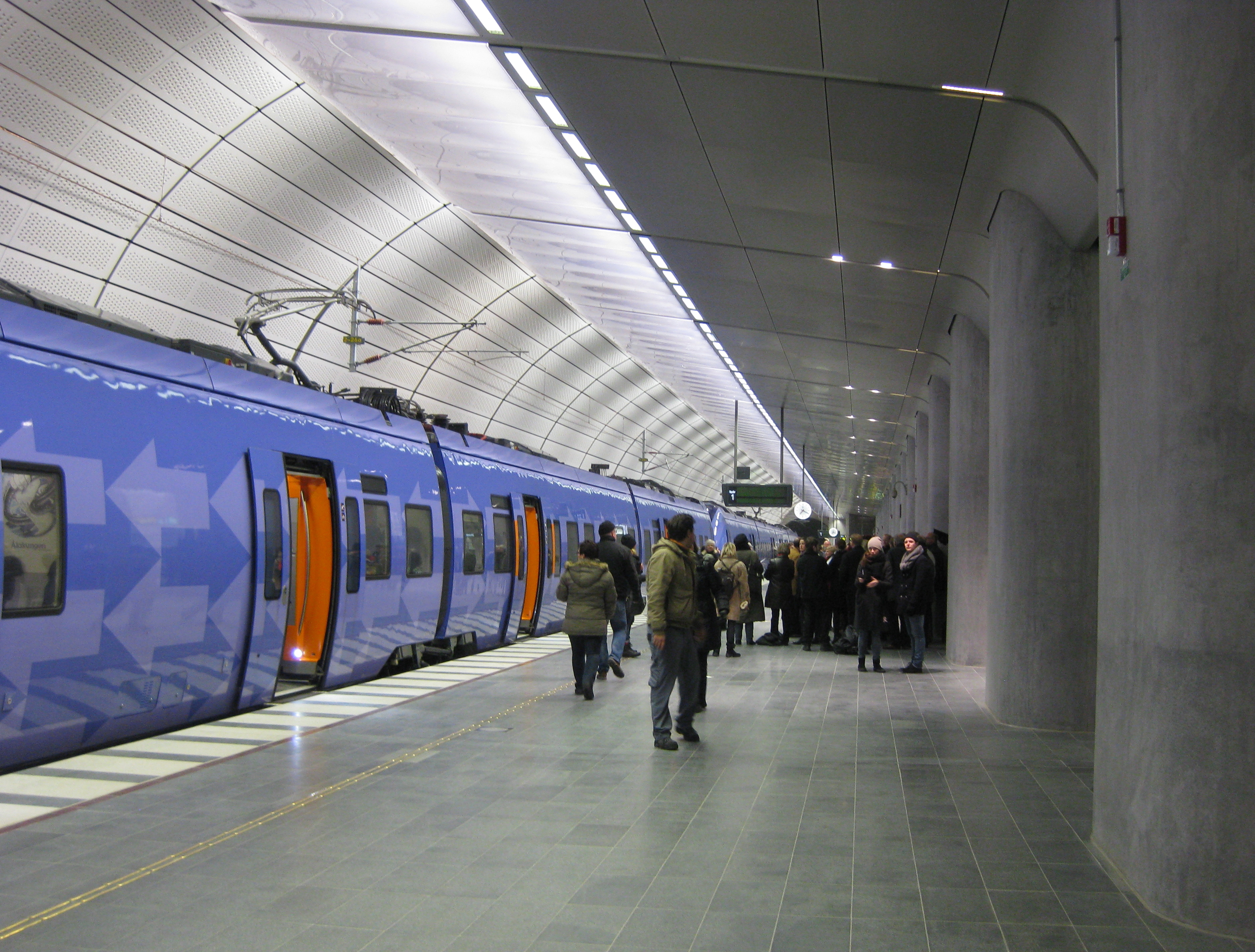
Поезд на станции «Триангельн».